# Родин, Владимир Алексеевич
Владимир Алексеевич Родин (?-1921) — бывший партийный эсер и один из лидеров Западно-Сибирского крестьянского восстания. В период с 1919 по 1920 год был приверженцем Белого движения и нёс службу в Русской армии под командованием А. В. Колчака в звании поручика. После разгрома Белого движения находился на территории Соколовской волости, Ишимского уезда, работая учителем в селе Белое. С 10 февраля 1921 года командовал Налобинским, затем Петропавловским боевыми участками повстанцев. С 18 февраля 1921 года принял на себя командование Сибирским фронтом. Убит в конце февраля 1921 года.